# Elecciones al Congreso de los Diputados de noviembre de 2019 (Guadalajara)
Las elecciones al Congreso de los Diputados de noviembre de 2019 se celebraron en la Provincia de Guadalajara el domingo 10 de noviembre, como parte de las elecciones generales convocadas por Real Decreto dispuesto el 4 de marzo de 2019 y publicado en el Boletín Oficial del Estado el día siguiente. Se eligieron los 3 diputados del Congreso correspondientes a la circunscripción electoral de Guadalajara, mediante un sistema proporcional (método d'Hondt) con listas cerradas y un umbral electoral del 3%.

## Resultados
Los comicios depararon 1 escaño al Partido Popular al Partido Socialista Obrero Español y a Vox
| Candidatura                                                | Candidatura                                                | Votos   | %                                       | Escaños                                 |
| ---------------------------------------------------------- | ---------------------------------------------------------- | ------- | --------------------------------------- | --------------------------------------- |
|                                                            | Partido Socialista Obrero Español (PSOE)                   | 41 167  | 31.42                                   | 1                                       |
|                                                            | Vox                                                        | 31 683  | 24.18                                   | 1                                       |
|                                                            | Partido Popular (PP)                                       | 30 443  | 23.24                                   | 1                                       |
| Unidas Podemos (Podemos-IU-Equo)                           | Unidas Podemos (Podemos-IU-Equo)                           | 14 897  | 11,37                                   | 0                                       |
| Ciudadanos-Partido de la Ciudadanía (Cs)                   | Ciudadanos-Partido de la Ciudadanía (Cs)                   | 10 169  | 7,76                                    | 0                                       |
| Partido Animalista Contra el Maltrato Animal (PACMA)       | Partido Animalista Contra el Maltrato Animal (PACMA)       | 1266    | 0,97                                    | 0                                       |
| Recortes Cero-Grupo Verde (R0-GV)                          | Recortes Cero-Grupo Verde (R0-GV)                          | 287     | 0,22                                    | 0                                       |
| Por un Mundo Más Justo (PUM+J)                             | Por un Mundo Más Justo (PUM+J)                             | 284     | 0,22                                    | 0                                       |
| Partido Demócrata Social de los Jubilados Europeos (PDSJE) | Partido Demócrata Social de los Jubilados Europeos (PDSJE) | 234     | 0,18                                    | 0                                       |
| Partido Comunista Obrero Español (PCOE)                    | Partido Comunista Obrero Español (PCOE)                    | 195     | 0,15                                    | 0                                       |
| FE de las JONS (FE de las JONS)                            | FE de las JONS (FE de las JONS)                            | 188     | 0,14                                    | 0                                       |
| Partido Comunista de los Trabajadores de España (PCTE)     | Partido Comunista de los Trabajadores de España (PCTE)     | 106     | 0,08                                    | 0                                       |
| Partido Comunista de los Pueblos de España (PCPE)          | Partido Comunista de los Pueblos de España (PCPE)          | 87      | 0,07                                    | 0                                       |
| Votos válidos                                              | Votos válidos                                              | 131 006 | 100,00                                  | 3                                       |
| Votos nulos                                                | Votos nulos                                                | 1401    | Participación: · \| \| 71,41 % \| 7,79% | Participación: · \| \| 71,41 % \| 7,79% |
| Votantes                                                   | Votantes                                                   | 133 796 | Participación: · \| \| 71,41 % \| 7,79% | Participación: · \| \| 71,41 % \| 7,79% |
| Electores                                                  | Electores                                                  | 187 371 | Participación: · \| \| 71,41 % \| 7,79% | Participación: · \| \| 71,41 % \| 7,79% |
|                                                            | 71,41 %                                                    |         |                                         |                                         |

## Diputados electos
Relación de diputados electos:
| N.º | Nombre                       | Lista | Lista |
| --- | ---------------------------- | ----- | ----- |
| 1   | Magdalena Valerio Cordero    |       | PSOE  |
| 3   | Ángel Maraver López          |       | Vox   |
| 2   | José Ignacio Echániz Salgado |       | PP    |